# ルサ2世
ルサ2世（Rusa II）は、ウラルトゥの王。在位：紀元前685年頃 - 639年頃。衰退した王国の勢威を一時的ながらも取り戻した。

## 来歴

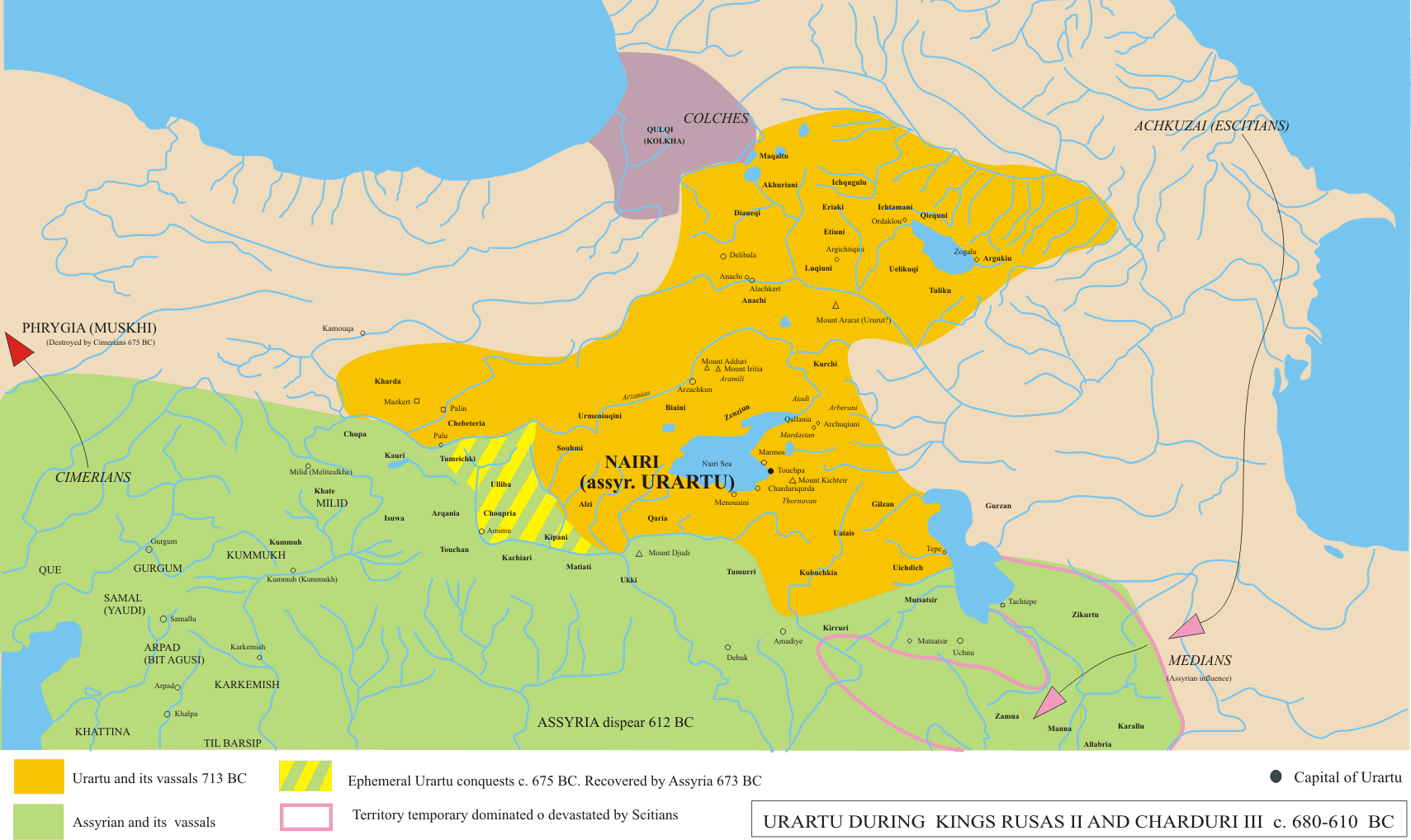
ルサ2世時代のウラルトゥの版図（橙色）。緑はアッシリア帝国、紫はコルキス王国の版図。

### 国際情勢
ウラルトゥ王アルギシュティ2世の息子。ルサ2世即位当時のウラルトゥは、アッシリア帝国に敗れて領土の一部を奪われたうえ、朝貢義務を負わされていた。さらには北東のトランスコーカサスには騎馬民族のキンメリア人やスキタイ人が現れ、大きな脅威となっていた。ウラルトゥはこの北方からの剽悍な新来者をなだめすかさねばならなかった。
しかしながら、情勢はウラルトゥにとり好転した。目の上のこぶであるアッシリア帝国では内紛が起きていたのである。新たに征服したメディア人による反乱が深刻な打撃を与えた。さらに紀元前680年にはアッシリア王センナケリブが暗殺され、暗殺者たちはウラルトゥ領内に逃げ込んだ。このことはアッシリアの記録や旧約聖書の列王記にも記述がある。ウラルトゥどころではなくなったアッシリアを尻目に、ルサはウラルトゥの復興に励むことが出来るようになった。

### 外征と内政
ルサはウラルトゥの主神ハルディの信仰を復活させるため、アッシリアのサルゴン2世によって破壊されたムサシルに代わってヴァン湖の近くに新たな宗教都市を建設した（現在のアディルジェヴァズ遺跡）。ルサはアッシリアに対し優位に立つため、アナトリア半島への交通の要衝であるユーフラテス河地方への数度の遠征を行った。しかしこの遠征はあまり成功しなかったようで、ウラルトゥ本国に近いシュプリア国でさえも独立の動きを見せ、向背定かではなかった。

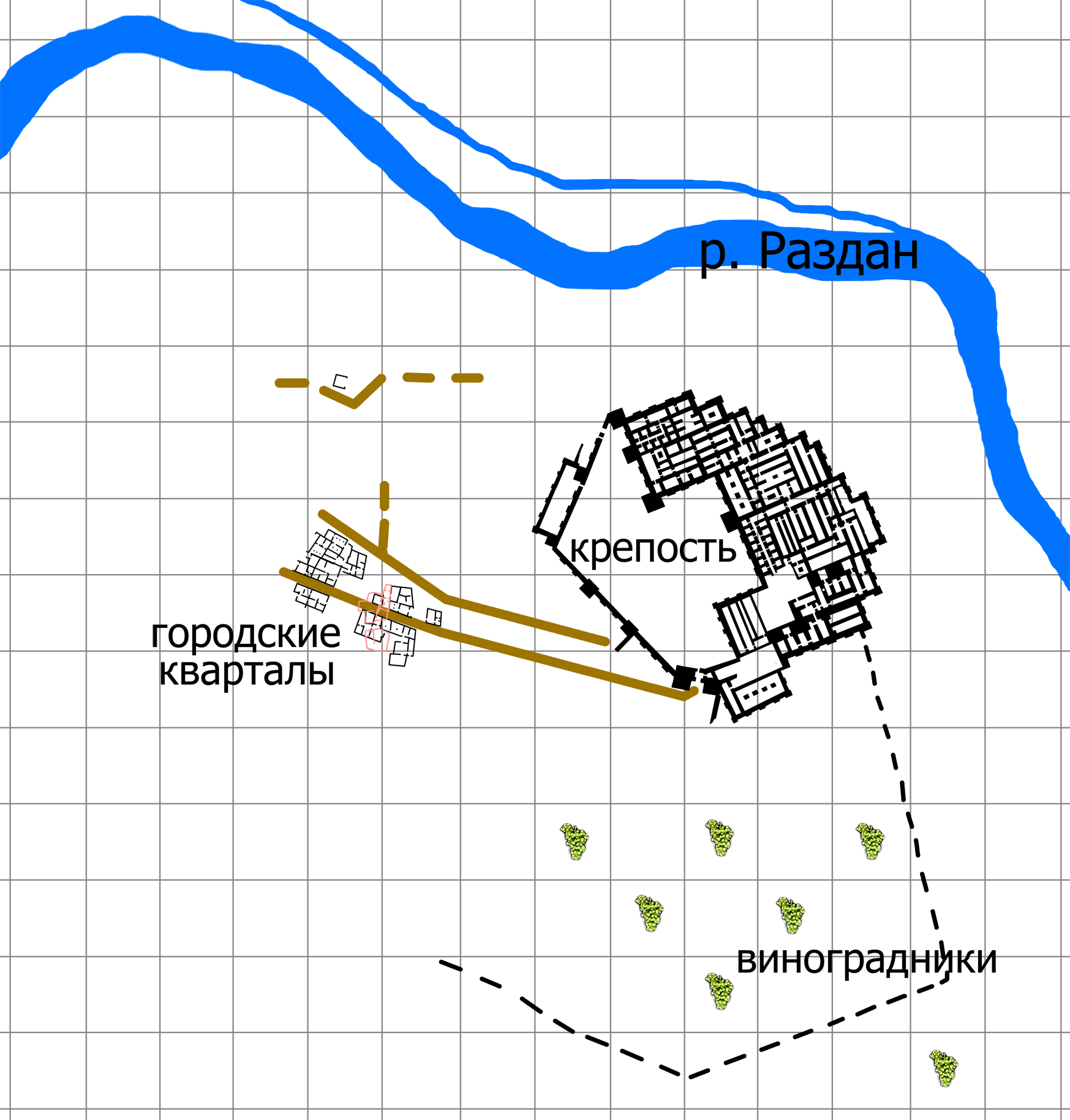
カルミル・ブルール遺跡（テイシュバニ）の見取り図。川沿いの大きい遺構は王宮で、ワインや穀物の倉庫が並んでいる。1目盛りは50m。

一方ルサの活動はトランスコーカサス地方でも盛んに行われた。既にウラルトゥにより建設されたエレブニの近くに、新たにテイシュバ神の名に因んだ4ヘクタール以上の大きさのテイシュバニ市を建設した（現在のカルミル・ブルール遺跡）。アルメニア共和国からはフラズダン川からクアルリニ市に水路を引いた事績を記したルサ2世の碑文が発見されている。
ルサの努力にもかかわらず、ウラルトゥの長期的低落傾向は覆うべくもなかった。そのせいかアッシリア側の記録など比較史料が極端に減ることから、ウラルトゥ自身が残した碑文から各王の事績は知ることが出来ても、その年代決定が難しくなっている。ルサ2世以後の王位継承の順番については混乱が見られ、研究者により見解に大きな相違がある。ルサ2世の次の王となったのは息子のサルドゥリ3世の他、エリメナ、ルサ3世の三人が候補に挙げられているが、このうちエリメナについては血縁関係にない可能性がある。

## 文献
- Пиотровский Б. Б. Ванское царство (Урарту), Издательство Восточной литературы, Москва, 1959

（日本語訳）『埋もれた古代王国の謎 幻の国ウラルトゥを探る』（ボリス・ボリソヴィッチ・ピオトロフスキー著　加藤九祚訳　岩波書店） ISBN 9784000001601 (4000001604)
- Меликишвили Г. А. Урартские клинообразные надписи, Издательство АН СССР, Москва, 1960
- Арутюнян Н. В. Биайнили (Урарту), Издательство Академии наук Армянской ССР, Ереван, 1970